# بطاقة هوية

صورة بطاقة تحقيق الشخصية (الرقم القومي) في مصر، المقصود برقم البطاقة في الصورة هو الرقم القومي.

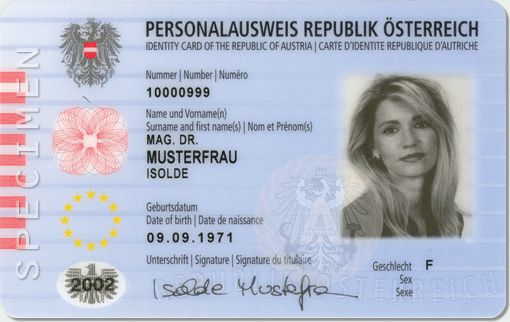
نموذج توضيحي لبطاقة الهوية صادرة من النمسا.

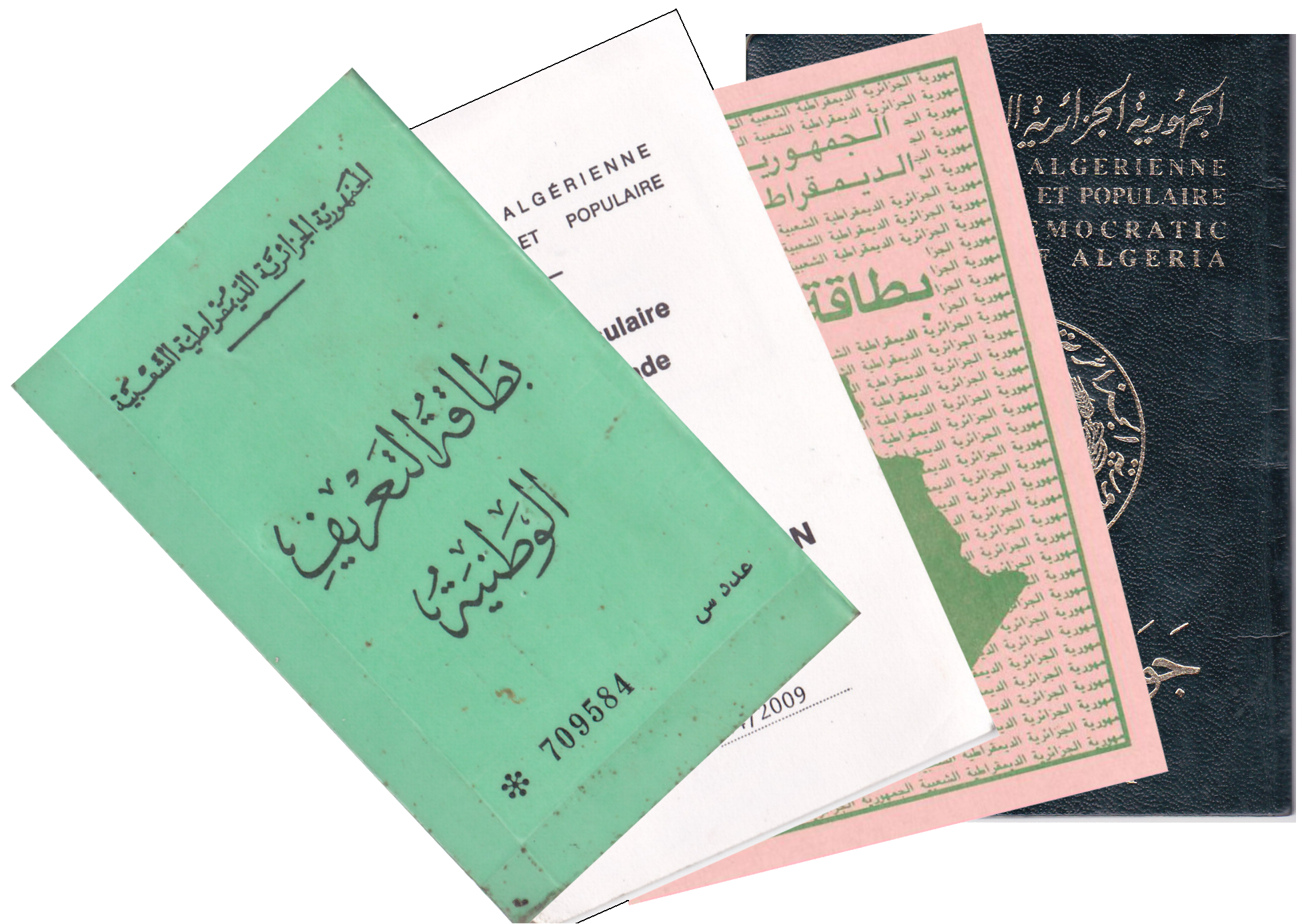
بطاقة تعريف وطنية من الجزائر.

بطاقة تحقيق الشخصية  أو بطاقة الهوية الوطنية أو بطاقة التعريف الوطنية أو بطاقة الأحوال المدنية هي بطاقة رسمية تصدرها بعض الدول لرعاياها للتحقق من الشخصية وهي أهم الوثائق الوطنية للأشخاص، ويأتي بعدها وثيقة «جواز السفر» الذي هو بطاقة شخصية تستخدم لدخول بلد غريب.

## البيانات المدرجة في بطاقة الهوية
البيانات المدرجة في بطاقة الهوية أو في قاعدة البيانات المرتبطة بها قد تشتمل على الاسم الكامل لحامل الهوية، صورة فوتوغرافية للوجه، تاريخ الميلاد، العنوان، رقم تعريف مميز، المهنة أو الرتبة. تدرج بعض الدول خانة الديانة أو الطائفة أو تصنيف إثني أو عرقي، (مثل مصر، وفلسطين حتى فبراير 2014) والحالة الاجتماعية (أعزب، متزوج، مطلق، ارمل) أو حالة المواطنة. تسمح التقنيات الحديثة بجعل بطاقات الهوية تحمل بيانات قياس حيوية، مثل الصورة، أبعاد الوجه، أبعاد اليد، بصمة القزحية أو بصمة الأصابع. بطاقات الهوية الإلكترونية مستخدمة بالفعل في مناطق مثل هونغ كونغ، ماليزيا، إستونيا، فنلندا، بلجيكا، غواتيمالا، البرتغال، المغرب وإسبانيا.

## فيالجمهورية العربية السورية
يجب على كل مواطن سوري أن يحمل بطاقة شخصية بعد إتمامه الرابعة عشرة من عمره. والجهة المانحة للبطاقة الشخصية هي الشؤون المدنية في وزارة الداخلية. وللحصول على البطاقة يجب تقديم 4 صور شخصية ملونة والبطاقة الشخصية والعائلية للولي بالإضافة إلى نموذج طلب الحصول على البطاقة الشخصية الحديثة وطابع بقيمة 50 ليرة سورية.
ويحتاج المواطن السوري إلى بطاقته الشخصية أو «الهوية» بشكل شبه يومي في كل التعاملات المالية والمعاملات الحكومية وعند طلبها من قبل عناصر الجيش والمخابرات على الحواجز. وتضم الهوية الرقم الوطني الذي يتألف من 11 خانة وهو رقم مميز لا يتم تكرراه في أي مكان أو وقت. وليس للهوية فترة صلاحية محددة كما هو الحال في جواز السفر السوري كما أنها تحتوي عدداً من المزايا الأمنية التي تحمي من القيام بتزويرها. ومن تلك المزايا الرسوم المخفية لمناطق أثرية في سورية التي لا تظهر إلا بالأشعة فوق البنفسجية والرسم النافر للنسر السوري من الأمام ورمز الباركود على الخلف.

## فيالمملكة الأردنية الهاشمية
البطاقة الشخصية أو «الهوية» هي مستند رسمي، تحتوي على التفاصيل الشخصية لحاملها مثل: الصورة الشخصية، الرقم الوطني، الاسم الشخصي من أربع مقاطع باللغتين العربية والإنجليزية، مكان وتاريخ الولادة، الاسم الأول للأم، الجنس، مكان الإقامة، تاريخ إنتهاء صلاحية الهوية، مكتب الإصدار، مكان ورقم القيد، توقيع وفصيلة دم حامل الهوية. وتُصدِر وزارة الداخلية الهوية عن طريق «دائرة الأحوال المدنية والجوازات» المنتشرة فروعها في جميع أنحاء المملكة. كما أن الهوية تُمنح لكل مواطن أردني أتم 16 عام أو بموافقة أحد الوالدين لِمن يقل عن ذلك.

## فيالجزائر
يتم إصدار بطاقة التعريف الوطنية الجزائرية البيومترية في الجزائر لدى أي بلدية أو دائرة أو دائرة إدارية في نفس الولاية أو لدى المصلحة القنصلية لمكان الإقامة بالنسبة للمواطنين الجزائريين المقيمين بالخارج أو عن طريق الإنترنت في موقع اليكتروني وزارة الداخلية الجزائرية، وهي صالحة لمدة 10 سنوات اما الوثائق اللازمة للحصول عليها هي:
- استمارة طلب مملوءة وممضية من طرف المعني أو الولي الشرعي بالنسبة للقصر والتي تكون مرفقة بما يلي:
- مستخرج خاص من عقود الميلاد رقم 12-خ، يسلم في مطبوع خاص،
- شهادة الجنسية في حالة تقديم الطلب لأول مرة،
- شهادة الإقامة يقل تاريخ إصدارها عن ستة (6) أشهر،
- شهادة العمل بالنسبة للعمال والموظفين أو * شهادة مدرسية بالنسبة للطلبة أو الأبناء المتمدرسين،
- أربع صور شمسية للهوية ملونة، رقمية، حديثة ومتماثلة تماما،
- نسخة من بطاقة فصيلة الدم،
- في حالة تقديم طلب التجديد، يرفق الملف ببطاقة التعريف الوطنية المنتهية الصلاحية أو بتصريح خاص في حالة الضياع أو السرقة أو الإتلاف.[5]

## فيمصر
بطاقة الرقم القومي (أو بطاقة تحقيق الشخصية) تصدر لكل من بلغ الخامسة عشر عاماً، وتستخرج من القسم التابع له المواطن، والجهة المصدرة لتلك البطاقة هي مصلحة الأحوال المدنية بوزارة الداخلية، تحوي التفاصيل الشخصية لحاملها، فهي تحمل على وجهها: الصورة الفوتوغرافية والاسم بالكامل وعنوانه كاملاً ومحافظته وتاريخ ميلاده ورقمه القومي، وتحمل على ظهرها: الجنس والوظيفه والحالة الإجتماعية والديانة، وكذلك تاريخ إصدار البطاقة وتاريخ انتهائها والرقم القومي، وهي سارية لمدة 7 سنوات، ويتم استخراجهالأول مرة بالتوجه للقسم التابع له المواطن برفقة ولي أمره ومعه الاوراق المطلوبة لإستخراجهانص الصفحة.، ولتجديدها يمكن للمواطن التوجه للقسم التابع له أو يمكنه استخراجها الكترونياً عبر موقع مصلحة الاحوال المدنية لوزارة الداخلية.

## فيالمغرب
تتميز بطاقة التعريف المغربية بعدة امتيازات، منها أنها إلكترونية تحمل كل المعلومات الخاصة بالفرد، تغنيه عن ضرورة استحضار وثائق لإتمام الأمور الإدارية، فبطاقة التعريف الإلكترونية هي بذيل عن جل الوثائق الأخرى، مثل عقد الازدياد أو بطاقة الناخب.

### شكلها
بطاقة التعريف الإلكترونية مستطيلة الشكل، عكس الموجودة في الصورة لأنها نموذج قديم، في الجهة الأمامية تحمل صورة واسم، نسب ومكان ميلاد الشخص، وكذلك توقيع المدير العام للأمن الوطني، أما في الجهة الخلفية تحمل الشفرة المعلوماتية للشخص وأصله وجنسه ومحل إقامته، بالإضافة لتاريخ صلاحية البطاقة.

### انتقادات
وجهت انتقادات كثيرة للحكومة المغربية بسبب الوعود التي كانت تعطيها للمواطن المغربي حين طرحت البطاقة الجديدة، والسبب أنها لم تفي ببعض الوعود التي أفادت بها، في أن البطاقة الجديدة ستحل محل الوثائق الادارية للتخفيف عن المواطن وتكبده معاناة السفر للحصول على وثيقة إدارية، فلحد الآن لازالت الإدارات العمومية تعمل بنظام كثرة الأوراق.

## في بلجيكا
تستخرج في بلجيكا بطاقة شخصية إلكترونية eID حجمها بحجم بطاقة ائتمان ويمكن استعمالها إلكترونيا. وتسجل على البطاقة المعلومات الشخصية، كالاسم، ومحل الميلاد، والنوع، والحالة الاجتماعية (متزوج أو أعزب)، وصورة للشخص والعنوان وإمضاء إلكتروني. وبغرض الاستعمال في الإنترنت لتحقيق الشخصية في التعاملات توجد أجهزة لقراءة البطاقة الشخصية ويمكن شراؤها. تسري
فاعلية البطاقة لمدة 5 سنوات.

## الاتحاد الأوروبي
أصبحت البطاقة الشخصية تعوض عن جواز السفر عند الانتقال من بلد إلى آخر في دول الاتحاد الأوروبي. ويلزم استخدام جواز السفر لرعايا الاتحاد الأوروبي في خارج بلاد الإتحاد الأوروبي.

## اقرأ أيضا
- بطاقة مؤسسة
- بطاقة زيارة
- عمليات التحقق من الهوية والحساب